# Жовтогорлик мексиканський
Жовтогорлик мексиканський (Geothlypis flavovelata) — вид горобцеподібних птахів родини піснярових (Parulidae). Ендемік Мексики.

## Поширення
Вид поширений на північному сході Мексики. Трапляється в Тамауліпасі, прилеглих районах Нуево-Леону, на крайньому сході Сан-Луїс-Потосі та на півночі Веракрусу. Мешкає в прісноводних болотах (включаючи канали та дренажі), особливо там, де росте рогіз.

## Опис
Тіло завдовжки 13 см, вага — 10,2—11,5 г. Дорослі самці мають помітну чорну маску на обличчі, яка тягнеться до вушних раковин і з'єднується над маківкою чола. Позаду маски є облямована широка смуга корони від жовтого до золотисто-жовтого кольору, яка значно ширша, ніж у інших видів роду Geothlypis, і тягнеться до боків шиї та по діагоналі нижче вушних раковин. Решта оперення голови жовте. Верх оперення жовто-оливковий; нижня частина оперення світло-жовта з жовтувато-оливковими вицвілими боками тіла та боками грудей. Дзьоб чорнуватий; ноги тілесного кольору.
У самиць відсутня чорна лицьова маска. Оливково-жовте оперення на тімені частково всіяне розмитими відтінками коричневого. Криючі вух від оливкового до оливково-сірого кольору; надбрівна смуга, очне кільце та тім'я від світло-жовтого до жовтого. Потилиця коричнево-оливкова; боки потилиці блідіші й жовтіші.